# Czesław Aniołkiewicz
Czesław Aniołkiewicz (ur. 22 stycznia 1905 w Wierzchach, zm. 7 kwietnia 1973 w Łodzi) – polski pedagog, pianista i kompozytor. Twórca muzyki do filmu Przygoda na Mariensztacie (1952).

## Życiorys
Studiował na Wydziale Matematyczno-Przyrodniczym Uniwersytetu Warszawskiego, jednocześnie ucząc się gry na fortepianie u profesora Neutzkego – wykładowcy Konserwatorium Muzycznego w Lipsku. Następnie ukończył kurs nauczycielski oraz podjął pracę nauczyciela matematyki w szkołach w Łodzi. W latach 1934–1939 studiował grę na fortepianie w Konserwatorium Warszawskim pod kierunkiem Margerity Trombini-Kazuro. Był także uczniem Antoniego Dobkiewicza.
Podczas II wojny światowej nauczał matematyki w warszawskich szkołach oraz prowadził tajne nauczanie. Od 1945 roku pracował w Polskim Radiu w Warszawie, a następnie w Redakcji Programów dla Dzieci i Młodzieży oraz w Redakcji Programów Muzycznych Komitetu do Spraw Radia i Telewizji „Polskie Radio i Telewizja”. Był współpracownikiem m.in. Władysława Szpilmana i Stefana Rachonia. W latach 1960–1967 pracował jako kierownik muzyczny Zjednoczonych Przedsiębiorstw Rozrywkowych. W 1953 roku został członkiem Związku Kompozytorów Polskich. Był również doradcą artystycznym Chóru Czejanda.
Został pochowany w części rzymskokatolickiej Starego Cmentarza w Łodzi.

## Wyróżnienia
- Nagroda Prezesa Rady Ministrów za twórczość artystyczną dla dzieci[3][1] (1956)[1],
- Złoty Krzyż Zasługi[1][3].

## Twórczość
Aniołkiewicz był kompozytorem samoukiem. Pierwsze kompozycje tworzył w młodości. W wieku 23 lat skomponował swój pierwszy utwór symfoniczny – Suitę ludową, powstałą w Polskim Radiu w Łodzi. Po II wojnie światowej komponował przede wszystkim pieśni, piosenki i ilustracje muzyczne do słuchowisk radiowych. Stworzył również kilka operetek, baletów ludowych oraz muzykę do filmów, m.in. Przygody na Mariensztacie.
- Suita ludowa na orkiestrę symfoniczną (1928)
- Fantazja na orkiestrę symfoniczną (1942)
- Preludia fortepianowe (1943)
- Gaicek – suita ludowa na chór mieszany i kapelę ludową (1948)
- Będzie chleba dosyć – suita ludowa na chór mieszany i kapelę ludową (1949)
- Cyrulik sewilski – komedia muzyczna na mały zespół muzyczny (1951)
- Bajka o grajku i królewnie żabce (1951)
- Zakochany duch (Szarlatan) – operetka w 3 aktach (1952)
- Tajemnica Dedala – operetka w 3 aktach (1955)
- Trzy pieśni gruzińskie (1957)
- Concertino na skrzypce i orkiestrę
- Fantazja-suita na skrzypce
- Pięć tańców polskich
- Preludium na orkiestrę
- Souvenir na skrzypce
- Tańce polskie dla baletu „Malwy”[1]

### Pieśni na chór, piosenki dla dzieci, muzyka taneczna
- Muzyka do słuchowisk radiowych:
- Tartarin de Tarascon
- Car Sołtan
- Baśń o szlachetnym Gotfrydzie
- Baśń o rybaku i złotej rybce
- Liczyrzepa
- Zaczarowany ogród[1]

### Muzyka do filmów
- Przygoda na Mariensztacie (1952)
- Trzy pióra (1958)
- Ballada o ślicznej Tatarównie (1966)
- Ballada o Kasiuleńce i Jasiu (1966)

Źródło: Polskie Centrum Informacji Muzycznej.